# Tokusou Sentai Dekaranger
Tokusou Sentai Dekaranger (特捜戦隊デカレンジャー, Tokusō Sentai Dekarenjā, vertaald als Special Investigation Squadron Dekaranger) is de 28e Sentai serie geproduceerd door Toei. De serie werd in 2004 uitgezonden en bestond uit 50 afleveringen. De serie diende als basis voor het 13e seizoen van de serie Power Rangers getiteld Power Rangers: S.P.D..

## Verhaallijn
Het verhaal begint wanneer Banban Akaza arriveert op Aarde. Hij is door zijn commandant overgeplaatst naar de S.P.D. (Special Police DekaRanger) afdeling op de Aarde. Rond diezelfde tijd begint een mysterieuze buitenaardse terroristen organisatie, de Alienizer, met hun aanval op de Aarde door de criminelen daar te helpen. De DekaRangers, onder leiding van commandant Doggie Kruger, moeten hen stoppen.

## Karakters

### DekaRangers
- Banban Akaza (赤座 伴番, Akaza Banban) / DekaRed (デカレッド, Dekareddo): roepnaam “Ban”. Hij heeft in de ruimte training ondergaan tot DekaRanger en wordt aan het begin van de serie overgeplaatst naar de Aarde. Hij heeft een chaotisch, maar vriendelijk karakter. Het duurt even voordat hij Houji’s vertrouwen weet te winnen. Hij gebruikt een speciale vechttechniek genaamd “Juu Kun Do” waarbij hij verschillende vechtsporten combineert met zijn pistolen. Aan het eind van de serie wordt hij leider van de Fire Squad, maar hij keert in de Magiranger vs. Dekaranger special weer even terug naar de Aarde.

- Houji Tomasu (戸増 宝児, Tomasu Hōji) / DekaBlue (デカブルー, Dekaburū): roepnaam "Hoji". De meest professionele van alle DekaRangers. Hij is een uitstekend sluipschutter met een superieure accuraatheid wanneer hij schiet. Hij heeft in het begin vaak conflicten met Ban omdat hij moeite heeft te accepteren dat Ban zijn oude commandant heeft opgevolgd als DekaRed. Hij heeft ook een zus.

- Sen'ichi Enari (江成 仙一, Enari Sen'ichi) / DekaGreen (デカグリーン, Dekagurīn): roepnaam, "Sen-chan". Hij is het brein van het team met het ongelofelijke talent om dingen te doorzien. Vreemd genoeg kan hij het beste nadenken als hij op zijn hoofd staat. Deze houding noemt hij dan ook zijn “denkpositie”. Hij heeft vooral in donkere ruimtes last van claustrofobie vanwege een ongeluk in zijn jeugd.

- Marika Reimon (礼紋 茉莉花, Reimon Marika) / DekaYellow (デカイエロー, Dekaierō): roepnaam, "Jasmine". Zij is paranormaal begaafd en kan andermans handelingen nagaan door voorwerpen die zij hebben aangeraakt vast te pakken. Ze draagt altijd handschoenen om dit onder controle te houden. In het verleden overwoog ze serieus zelfmoord te plegen omdat ze haar krachten niet onder controle had. Doggie Kruger wist haar hiervan af te houden en rekruteerde haar voor de S.P.D.

- Koume Kodou (胡堂 小梅, Kodō Kōme) / DekaPink (デカピンク, Dekapinku): roepnaam, "Umeko". Ze komt in eerste instantie over als een egoïst, maar ze heeft een goed hart en is in staat het team bij elkaar te houden in lastige situaties. Ze brengt het liefst zo veel mogelijk van haar vrije tijd door in een bubbelbad. Ze is een meester in vermommen.

- Tekkan Aira (姶良 鉄幹, Aira Tekkan) / DekaBreak (デカブレイク, Dekabureiku): roepnaam, "Tetsu". een elite SPD officier die naar de Aarde werd gestuurd om de Hell Siblings, een elite groep van alienizers die al 79 planeten hadden verwoest, te stoppen. Zijn ouders werden vermoord door een alienizer toen hij vijf was. Hij werd opgevoed door de S.P.D. Hij ontwikkelt een sterke vriendschap met Ban.

### Hulp
- Anubian Chief Doggie Kruger (ドギー・クルーガー, Anubiseijin Dogī Kurūgā) / DekaMaster (デカマスター, Dekamasutā): roepnaam, "Boss". Een alien van de planeet Anubis. Hij is een lid van de Shep-Tribe en commandant van de Aardse afdeling van de SPD. In zijn dagen als DekaRanger werd hij een legende. Hij is een harde leider. Hij neemt later zijn oude taak als DekaRanger weer op zich. Als DekaMaster vecht hij met een speciaal zwaard.

- Cignian Swan Shiratori (白鳥スワン, Chinyoseijin Shiratori Suwan) / DekaSwan (デカスワン, Dekasuwan) (36, 50): roepnaam, "Swan-san". Zij is Krugers assistant van de planeet Chiinyo, hoewel ze half mens is. Zij voorziet de DekaRangers van hun arsenaal. Later in de serie krijgt ze promotie tot DekaRanger als DekaSwan. Ze verandert echter maar twee keer in DekaSwan.

- Lisa Teagle (リサ・ティーゲル, Risa Tīgeru) / DekaBright (デカブライト, Dekaburaito) (40): Een hoge rang SPD officier van de planeet Lumiere, gelijk in rang met Kruger en Swan. Zij is Tetsu’s mentor. Zij trainde hem om emotieloos en efficiënt te worden: het perfecte soort politieofficier. Ze is dan ook niet blij te zien dat hij op Aarde vrienden is geworden met Ban en de andere DekaRangers.

- Mari Gold (マリー・ゴールド, Marī Gōrudo) / DekaGold (デカゴールド, Dekagōrudo) (film): roepnaam, "Marie Gold". Zij komt alleen voor in de DekaRanger film. Ze is een DekaRanger van de planeet Leslie. Ze wordt zeer kort DekaGold.

- K-9 Murphy (マーフィー, Māfī K9): een mechanische hond die gebruikt wordt om criminelen op te sporen. Hij is zeer snel en loyaal aan zijn vrienden (vooral Umeko). Hij kan veranderen in de D-Bazooka, een wapen voor de DekaRangers. In de Magiranger vs DekaRanger special wordt hij een pantser voor Ban genaamd de “Battle Riser Mode”.

- Head of Space Police HQ Horusian Numa-O (ヌマ・O, Horuseijin Numa Ō): een alien van de planeet Horus en hoofdcommandant van de gehele SPD.

- Buntar: een oude vriend van Kruger van de planeet Torto. Hij traint de DekaRangers om S.W.A.T. Mode te bereiken.

- Bakuryuu Sentai Abaranger

### Alienizers
Space Criminals Alienizer (宇宙犯罪者アリエナイザー Uchū Hanzaisha Arienaizā) is een verzamelnaam voor buitenaardse criminelen en terroristen. Alleen Agent Aburera en de androiden die hij de Alienizers verkoopt komen in elke aflevering voor.
- Rainian Agent Abrella (Rainseijin Ējento Aburera) (2-50): een Alienizer die naar de Aarde kwam om zijn diensten aan te bieden aan de Alienizers aldaar. Hij voorziet de Alienizers van verschillende type androiden en enorme robots. De gevolgen van zijn acties laten hem koud, hij geeft alleen om geld. Hij kan zijn cape openen tot een paar vleermuisvleugels en kan alien vampier vleermuizen loslaten wiens beten Alienizers laten groeien tot enorm formaat. Na een tijdje gaat hij zich persoonlijk bezighouden met de DekaRangers en dringt met drie helpers hun basis binnen. Hij wordt hier verslagen door hen.

- Anaroids: androiden die door de Alienizers worden gebruikt als soldaten. Worden door Agent Aburera aan hen verkocht.

- Batsuroid: een speciaal type Anaroid die als leider van een groep Anaroids dient.

- Igaroid: een speciaal soort mecha-ningne (robot mensen) die door Agent Aburera verkocht aan Alienizers. Vecht met een zwaard en komt maar zelden voor.

## Mecha
- PAT Machines/DekaRanger Robo: de PAT Machines staan opgeslagen in de DekaBase. Ze combineren tot de DekaRanger Robo. De DekaRanger Robo is gewapend met het Judgement Zwaard, GyroWarper (enorme handboeien) en een pistool. De DekaRanger Robo wordt vernietigd door Aburera met de overgenomen DekaBase Robo.
  - Pat Striker: een enorme politie auto. Vormt DekaRanger Robo’s hoofd, torso en bovenbenen.
  - Pat Gyrer: een zogenaamde GyroCopter. Vormt DekaRanger Robo’s linkervoet.
  - Pat Railer: gepantserde oplegger. Vormt DekaRanger Robo’s rechtervoet.
  - Pat Armor: gepantserde hovercraft. Vormt DekaRanger Robo’s rechterarm.
  - Pat Signer: signaal wagen. Vormt DekaRanger Robo’s linkerarm.

- DekaBase/ DekaBase Robo: de DekaBase is het primaire hoofdkwartier voor de SPD op Aarde, en opslagbasis voor de PAT Machines en Patrol Wings. DekaBase kan veranderen in een voertuig genaamd de “DekaBase Crawler” en in een robot genaamd de “DekaBase Robo”. De DekaBase Robo is twee keer zo groot als de andere Mecha. In de finale wordt de DekaBase Robo door Agent Aburera gekaapt en gebruikt voor een aanval op de stad.

- DekaBike/ DekaBike Robo: een enorme motorfiets bestuurd door DekaBreak. De DekaBike kan dienstdoen als voertuig voor de DekaRanger Robo of veranderen in de “DekaBike Robo” gewapend met twee zwaarden. In de finale gebruikt Tetsu de DekaBike voor een kamikaze aanval op de door Agent Aburera gekaapte DekaBase Robo, maar dit heeft alleen de vernietiging van de DekaBike tot gevolg.
  - Super DekaRanger Robo: de DekaBike kan combineren met de DekaRanger Robo om de Super DekaRanger Robo te vormen.

- Patrol Wings/DekaWing Robo: de Patrol Wings zijn vijf ruimte voertuigen gemaakt door Swan voor achtervolgingen in de ruimte en in de lucht. Ze zijn ontworpen om aan te sluiten op de S.W.A.T. mode van de DekaRangers. De DekaWing Robo is gewapend met twee P.A.T. Magnum pistolen.
  - Patrol Wing 1
  - Patrol Wing 2
  - Patrol Wing 3
  - Patrol Wing 4
  - Patrol Wing 5
  - DekaWing Cannon: de tweede combinatie van de vijf Patrol Wings. De DekaWing Cannon is een enorm kanon dat kan worden gebruikt door de andere Robots.

- Blast Buggy: komt alleen voor in de DekaRanger film. De Blast Buggy is een van de laatste Deka voertuigen op de planeet Leslie en wordt gevonden door DekaBreak. Kan combineren met de DekaRanger Robo om de “DekaRanger Robo Full Blast Custom” te vormen.

## Trivia
- DekaRanger was de eerste Sentai serie zonder een vaste groep van vijanden. Alle “monsters van de week” waren individuele criminelen. Het enige verband tussen alle monsters was dat ze hun wapens en robots kochten bij Agent Aburera. Derhalve leek Dekaranger ook niet echt een overkoepelende verhaallijn te hebben gedurende de hele serie.
- In de special “MagiRanger vs DekaRanger” gebruikt Ban de Battlizer uit Power Rangers: SPD. Dit was de eerste keer dat een Sentai serie iets uit een Power Rangers serie overnam.
- Deka staat voor “detective”. Door de schrijfwijze kan het echter ook staan voor “Deca”, het Griekse woord voor 10 (en in de serie + film komen in totaal 10 rangers voor).
- Dit was de eerste Sentai serie met meer dan zes teamleden.
- Dit was ook de eerste Sentai serie met een gelijk aantal mannelijke als vrouwelijke leden (als je DekaGold meetelt).

## Afleveringen
1. Fireball Newcomer (ファイヤーボール・ニューカマ, Faiyābōru Nyūkamā)
2. Robo Impact (ロボ・インパクト, Robo Inpakuto)
3. Perfect Blue (パーフェクト・ブルー, Pāfekuto Burū)
4. Cyber Dive (サイバー・ダイブ, Saibā Daibu)
5. Buddy Murphy (バディ・マーフィー, Badi Māfī)
6. Green Mystery (グリーン・ミステリー, Gurīn Misuterī)
7. Silent Telepathy (サイレント・テレパシー, Sairento Terepashī)
8. Rainbow Vision (レインボー・ビジョン, Reinbō Bijon)
9. Stakeout Trouble (ステイクアウト・トラブル, Suteikuauto Toraburu)
10. Trust Me (トラスト・ミー, Torasuto Mī)
11. Pride Sniper (プライド・スナイパー, Puraido Sunaipā)
12. Babysitter Syndrome (ベビーシッター・シンドローム, Bebīshittā Shindorōmu)
13. High Noon Dogfight (ハイヌーン・ドッグファイト, Hai Nūn Doggufaito)
14. Please, Boss (プリーズ・ボス, Purīzu Bosu)
15. Android Girl (アンドロイド・ガール, Andoroido Gāru)
16. Giant Destroyer (ジャイアント・デストロイヤー, Jaianto Desutoroiyā)
17. Twin Cam Angel (ツインカム・エンジェル, Tsuin Kamu Enjeru)
18. Samurai Go West (サムライ・ゴーウエスト, Samurai Gō Uesuto)
19. Fake Blue (フェイク・ブルー, Feiku Burū)
20. Running Hero (ランニング・ヒーロー, Ranningu Hīrō)
21. Mad Brothers (マッド・ブラザーズ, Maddo Burazāzu)
22. Full Throttle Elite ((フルスロットル・エリート, Furu Surottoru Erīto)
23. Brave Emotion (ブレイブ・エモーション, Bureibu Emōshon)
24. Cutie Negotiator (キューティー・ネゴシエイター, Kyūtī Negoshietā)
25. Witness Grandma (ウィットネス・グランマ, Wittonesu Guranma)
26. Cool Passion (クール・パッション, Kūru Passhon)
27. Funky Prisoner (ファンキー・プリズナー, Fankī Purizunā)
28. Alienizer Returns (アリエナイザー・リターンズ, Arienaizā Ritānzu)
29. Mirror Revenger (ミラー・リベンジャー, Mirā Ribenjā)
30. Gal Hazard (ギャル・ハザード, Gyaru Hazādo)
31. Princess Training (プリンセス・トレーニング, Purinsesu Torēningu)
32. Discipline March (ディシプリン・マーチ, Dishipurin Māchi)
33. SWAT Mode On (スワットモード・オン, Suwatto Mōdo On)
34. Celeb Game (セレブ・ゲーム, Serebu Gēmu)
35. Unsolved Case (アンソルブド・ケー, Ansorubudo Kēsu)
36. Mother Universe (マザー・ユニバース, Mazā Yunibāsu)
37. Hard Boiled License (ハードボイルド・ライセンス, Hādo Boirudo Raisensu)
38. Cycling Bomb (サイクリング・ボム, Saikuringu Bomu)
39. Requiem World (レクイエム・ワールド, Rekuiemu Wārudo)
40. Gold Badge Education (ゴールドバッヂ・エデュケーション, Gōrudo Baddji Edyukēshon)
41. Trick Room (トリック・ルーム, Torikku Rūmu)
42. Skull Talking (スカル・トーキング, Sukaru Tōkingu)
43. Meteor Catastrophe (メテオ・カタストロフ, Meteo Katasutorofu)
44. Mortal Campaign (モータル・キャンペーン, Mōtaru Kyanpēn)
45. Accidental Present (アクシデンタル・プレゼント, Akushidentaru Purezento)
46. Propose Panic (プロポーズ・パニック, Puropōzu Panikku)
47. Wild Heart, Cool Brain (ワイルドハート・クールブレイン, Wairudo Hāto Kūru Burein)
48. Fireball Succession (ファイヤーボール・サクセション, Faiyābōru Sakuseshon)
49. Devil's DekaBase (デビルズ・デカベース, Debiruzu Dekabēsu)
50. Forever Dekaranger (フォーエバー・デカレンジャー, Fōebā Dekarenjā)

### Specials
- Tokusou Sentai Dekaranger the Movie: Full Blast Action
- Tokusou Sentai Dekaranger vs. Abaranger
- Tokusou Sentai Dekaranger: DekaRed vs. DekaBreak
- Mahou Sentai Magiranger vs. Dekaranger